# Ōshima-Kirschbaumstumpf

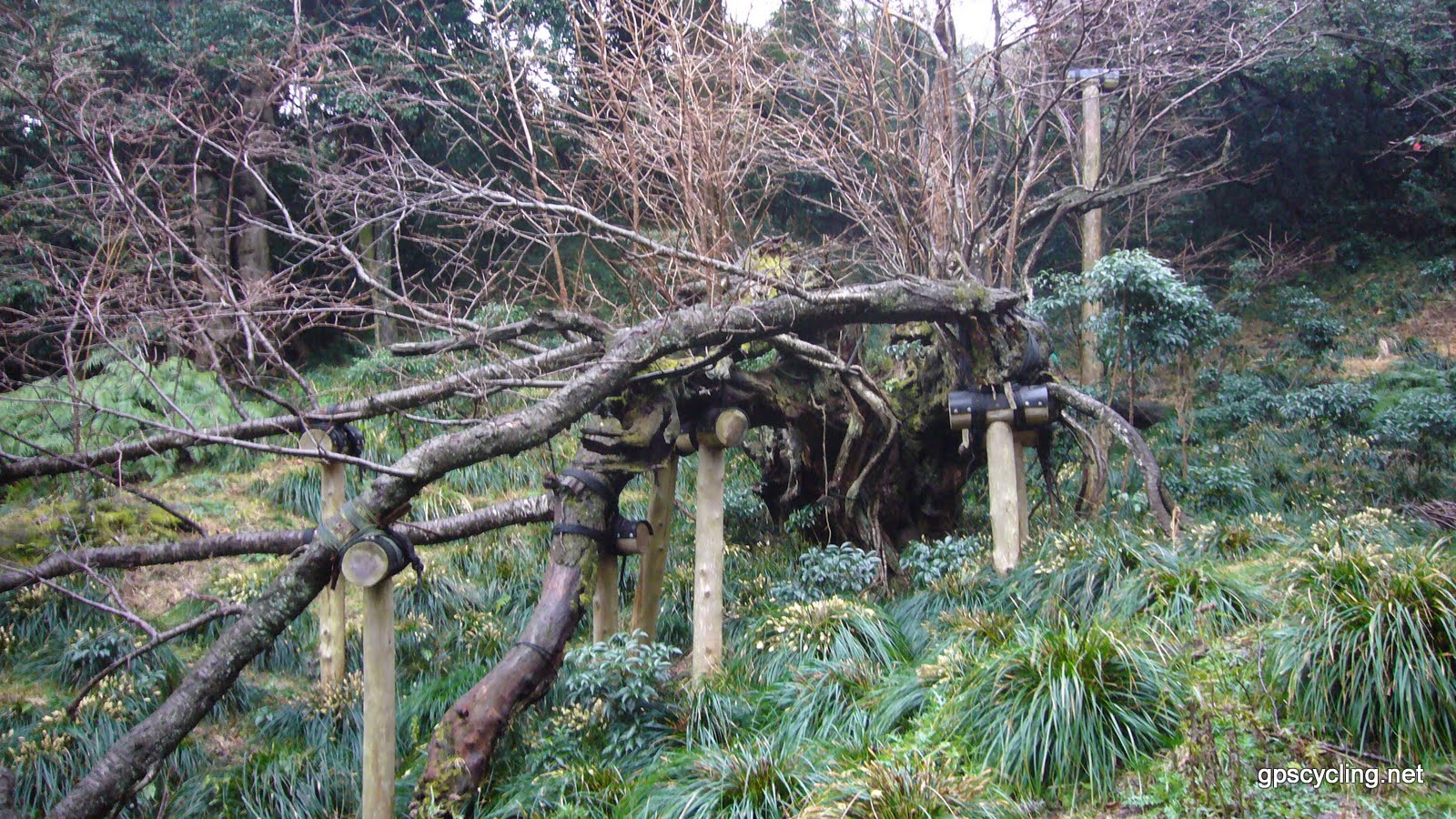
Ōshima-Kirschbaum im Februar 2010

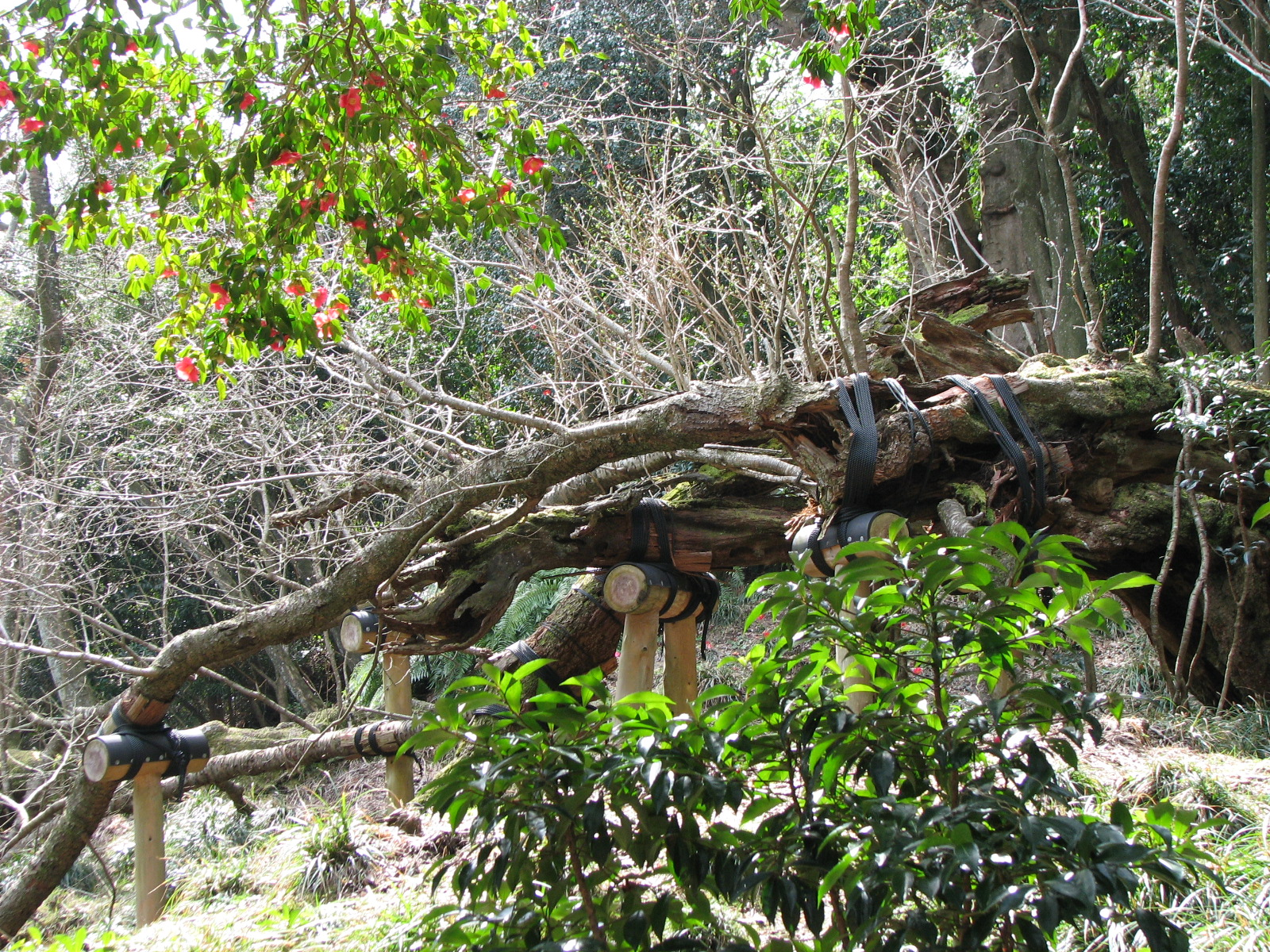
Ōshima-Kirschbaum im März 2008

Der Ōshima-Kirschbaumstumpf (japanisch 大島のサクラ株 Ōshima no Sakura-Kabu) ist ein abgebrochener, großer und sehr alter Kirschbaum der Art Prunus speciosa (jap. オオシマザクラ Ōshima-Zakura) in Ōshima im Nordosten der zu den japanischen Izu-Inseln gehörenden Vulkaninsel Izu-Ōshima. Er befindet sich auf der linken Seite des Bergpfades vom Ōshima-Park zum Mihara-yama (三原山) auf einer Höhe von 230 Metern. Die Position des Baumes liegt getrennt vom Hauptteil des Ōshima-Parks, aber gehört dennoch zu diesem.
Der Ōshima-Kirschbaumstumpf hat einen Stammumfang von 7,9 Meter und soll über 800 Jahre alt sein. Geologisch betrachtet steht der Baum jedoch auf einem 1552 ausgebrochenen Lavastrom. 1965 begann er stark in nordöstliche Richtung hangabwärts zu kippen und brach schließlich 2005 bei einem Taifun ab. Der Hauptstamm der ursprünglichen Pflanze, der einen Umfang von 8 m hat, ist ab einer Höhe von etwa 2 m vertrocknet und die abgeknickten dicken Äste befinden sich künstlich abgestützt etwa 1,5 m über dem Boden. Große und kleine Äste erstrecken sich von dem abgebrochenen Baum in alle Richtungen. Einige hängen diagonal zum Boden und wachsen von dem Punkt, an dem sie den Boden berühren, weiter gerade nach oben, sodass es inzwischen einschließlich dem Mutterstamm vier Stämme gibt. In Ost-West-Richtung erstreckt er sich 24,7 m und 11,8 m in Nord-Süd-Richtung. Die maximale Höhe liegt bei 14 m.
Der Baum ist der älteste und größte Baum der einheimisch Ōshima-Zakura genannten Art auf der Insel. Die Bäume sind auf der Bōsō-Halbinsel, der Izu-Halbinsel und den Izu-Inseln, insbesondere Izu-Ōshima, weit verbreitet. Die Kirschblüten sind weiß und duften stark. Sie erscheinen früher als die Yoshino-Kirschblüte bereits Ende März. Zur selben Zeit blühen auf der Insel auch Kamelien.
Der Kirschbaum wurde am 24. Dezember 1935 als Naturdenkmal ausgewiesen nach Auszeichnungskriterium 2.1 („Alte Bäume von historischem Interesse, riesige Bäume, alte Bäume, deformierte Bäume, kultiviertes Industrieholz, Bäume an Straßen, Schrein-Wälder“). Am 29. März 1952 wurde er zudem als Besonderes Naturdenkmal ausgewiesen. Er ist die einzige Pflanze mit diesem Status in der Präfektur Tokio. Im März 2007 wurden als Schutzmaßnahme rund um den Kirschbaum ein Weg und eine Terrasse für Besucher gebaut.